# Lefty Gomez
Vernon Louis „Lefty“ Gomez (* 26. November 1908 in Rodeo, Kalifornien; † 17. Februar 1989 in Greenbrae, Kalifornien) war ein US-amerikanischer Baseballspieler in der Major League Baseball (MLB) auf der Position des Pitchers. Seine Spitznamen waren Goofy und The Gay Castillion.

## Biografie
Die New York Yankees verpflichteten Lefty Gomez 1929 von den San Francisco Seals, einem Team der Pacific Coast League für 35.000 US-Dollar. Der linkshändige Pitcher bildete gemeinsam mit dem Rechtshänder Red Ruffing den Werferkern der Yankees in den 1930er Jahren. Sein herausragendes Jahr war 1934, in dieser Spielzeit führte er die American League in sieben Kategorien an. Er erreichte unter anderem 26 Siege, eine Earned Run Average (ERA) von 2.33 sowie 158 Strikeouts. Mit 189 Siegen in seiner Karriere liegt er auf Platz 3 der ewigen Bestenliste der Yankees. Er gewann 6 Spiele der World Series ohne Niederlage. Bei den All-Star-Spielen gewann er dreimal bei einer Niederlage.
Schwierigkeiten mit seinem Wurfarm begleiteten ihn in seiner gesamten Karriere. So musste er vom Pitcher, der mit Kraft und Tempo arbeitete, zu einem Pitcher umfunktioniert werden, der mehr mit Finesse arbeitete. Gomez, der für seine humorvolle Art bekannt war, gab darauf folgenden Kommentar: „Ich werfe noch genau so hart und schnell wie früher, nur der Ball kommt langsamer an seinem Ziel an“. 1941 warf er einen Shutout und erlaubte dabei 11 Base on Balls. Dies ist bis heute die größte Anzahl an Base on Balls bei einem Shutout. Obwohl er als Schlagmann nicht sehr gut war, gelang ihm der erste Run Batted In (RBI) bei einem All-Star-Spiel genau so wie der entscheidende RBI bei der World Series 1937.
Nach seiner Karriere bei den Yankees warf er 1943 noch ein Spiel bei den Washington Senators. Nach der Niederlage, die er in diesem Spiel zugeschrieben bekam, beendete er seine Karriere.
1972 wählte ihn das Veterans Committee in die Baseball Hall of Fame. Am 2. August 1987 bekam er gemeinsam mit Whitey Ford eine Plakette im Monument Park im Yankee Stadium.